# Liste des épisodes d'Euroflics
 (février 2025).
Si vous disposez d'ouvrages ou d'articles de référence ou si vous connaissez des sites web de qualité traitant du thème abordé ici, merci de compléter l'article en donnant les références utiles à sa vérifiabilité et en les liant à la section « Notes et références ».
Cet article présente la liste des épisodes de Euroflics (Eurocops).

## Saison 1 (1988)
1. Tote reisen nicht (SUI)
2. Zorro (ALL)
3. Schweigegeld (ALL)
4. Die Bestie vom Bisamberg (AUT)
5. Hunting the Squirrel (ANG)
6. Notte di luna (ITA)
7. Honig der Nacht (SUI)
8. Rapt à Paris (FRA)
9. Via Lattea (ITA)
10. Pelota (ITA)

## Saison 2 (1989)
1. Zahltag bei Nacht (ALL)
2. Cuellos blancos (ESP)
3. Auf Biegen und Brechen (AUT)
4. Der Schwur (ALL)
5. La bourse ou la vie (FRA)
6. Stolpersteine (AUT)
7. Falken auf Eis (SUI)
8. Firing the Bullets (ANG)
9. Nid de vipères (FRA)
10. Sparregio con l'assassino (ITA)
11. Pushed (ANG)
12. Männersache (AUT)

## Saison 3 (1990)
1. Tommys Geschichte (ALL)
2. Nur ein kleiner Gegner (AUT)
3. Piccoli angeli della notte (ITA)
4. Nel cuore della notte (ITA)
5. Taxi ins Jenseits (SUI)
6. Gerechtigkeit für Elisa (SUI)
7. Besuch aus Wien (ALL)
8. Bleu privé (FRA)
9. Ligne d'enfer (FRA)
10. Alice en enfer (FRA)
11. Secret défense (FRA)
12. El destino del inspector Duran (ESP)
13. Callejón sin salida (ESP)

## Saison 4 (1991)
1. Shanghai Lily (ESP)
2. Ein alter Haudegen (AUT)
3. Geständnis eines Toten (ALL)
4. Zocker (ALL)
5. Ein höllischer Trip (AUT)
6. Treibgut (AUT)
7. Desperados - Gefährlicher Alleingang (SUI)
8. Die Ratte (SUI)
9. Les malfaisants (FRA)
10. Nasse Füsse (AUT)
11. Silberkiesel (SUI)
12. Gold & Tribadie (AUT)
13. Patto con la morte, prima puntata (ITA)

## Saison 5 (1992)
1. Operation gelungen (AUT)
2. Doppelleben (ALL)
3. Das Omega Programm (ALL)
4. Evelyns Traum (ALL)
5. Diamanten vom Himmel (AUT)
6. Solo tienes que mover un dedo (ESP)
7. Bildersturm (SUI)
8. Tote schmuggeln nicht (AUT)
9. Senza prove (ITA)
10. La stida (ITA)
11. Bis dass der Tod euch scheidet (SUI)
12. L'ostaggio (ITA)

## Saison 6 (1993)
1. Alte Freunde (ALL)
2. Letzte Fahrt (ALL)
3. Sumpfblüten (ALL)
4. Stelle cadenti (ITA)
5. Flamingo (ALL)
6. Eva (SUI)
7. Transit in den Tod (AUT)
8. Die Falle (SUI)
9. Drei Mädchen (SUI)